# Palacio Alcorta
Palacio Alcorta es el nombre actual de un gran complejo que ocupa una manzana completa en el barrio de Palermo Chico, Buenos Aires. Se compone de viviendas de alta categoría (del tipo conocido como loft) y salones de eventos. Solía alojar en su planta baja al llamado Museo Renault. Su dirección es Avenida Figueroa Alcorta 3351.

## Historia

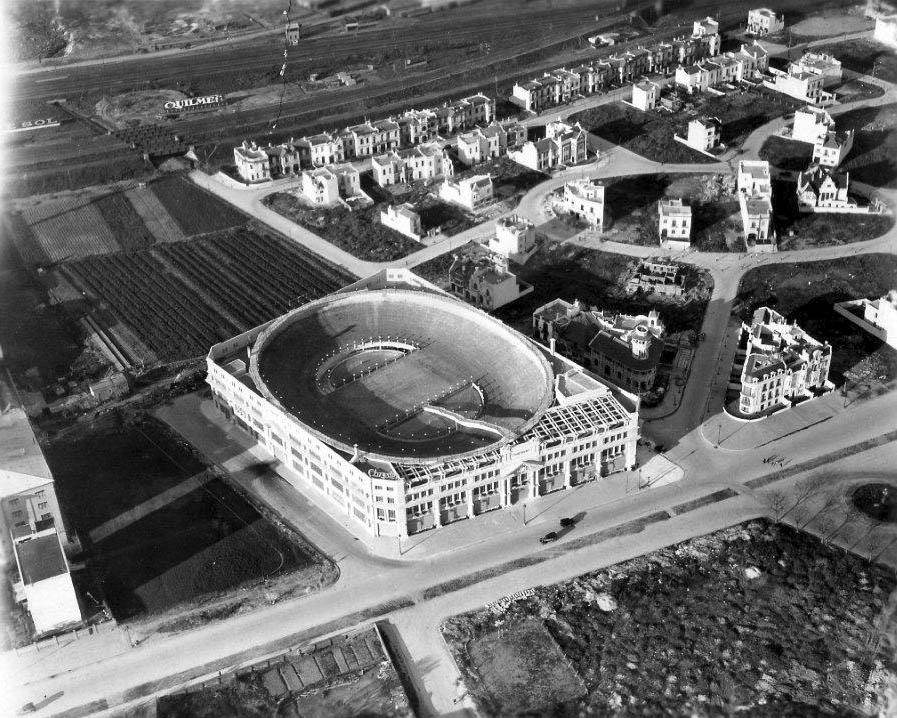
El edificio hacia 1930

El edificio fue proyectado originalmente en 1927 por el arquitecto italiano Mario Palanti (autor del Palacio Barolo y el Palacio Salvo) para la Concesionaria “Resta”, que vendía automóviles de la firma Chrysler. Por ello se lo conocía antiguamente como “Edificio Chrysler” y en su momento fue promocionado como el primer Palacio Autódromo. La construcción fue realizada por la empresa de Federico Bence.
La característica más notable del Concesionario Resta era un rasgo poco menos que extravagante: el amplio edificio, de una manzana de superficie, poseía en su interior su propia pista circular de prueba de vehículos al aire libre, llamada “Estadio Olimpo”. Se encontraba en la terraza, cuya base era cóncava para darle el peralte adecuado. El edificio fue inaugurado el 1 de diciembre de 1928.
En 1931, Resta Hermanos fue absorbida por Fevre y Basset. Más tarde, el edificio fue ocupado por el Comando de Arsenales del Ejército Argentino y el Registro Nacional de Armas. En 1992 se llevó a cabo la Expo-Gourmandise, que generó una polémica por las quejas de los vecinos acerca de la perturbación a la tranquilidad del barrio. En 1993 el Ejército llevó al "Palacio Chrysler" a remate mediante el Banco Ciudad, y promocionándolo como "la manzana más cara de la ciudad". Los vecinos de Palermo Chico nuevamente se expresaron en contra de la posibilidad de su transformación en shopping.
En 1994, fue finalmente transformado en un complejo de lofts de lujo. El estudio de arquitectura MSGSSS estuvo a cargo de la remodelación total, dividiendo el espacio interno en viviendas y en el círculo delimitado originalmente por la pista de pruebas se construyó un jardín interno con pileta de natación.
En su planta baja se instaló también en ese año el “Museo Tecnológico Renault”, que cerró a comienzos de 2011.